# Trichospermum sacciferum
Trichospermum sacciferum är en malvaväxtart som beskrevs av Karl Ewald Maximilian Burret. Trichospermum sacciferum ingår i släktet Trichospermum och familjen malvaväxter. Inga underarter finns listade i Catalogue of Life.